# Flughafen Wadi ad-Dawasir

i7
i11
i13
Der Flughafen Wadi ad-Dawasir (arabisch مطار وادي الدواسر, DMG Maṭār Wādī d-Dawāsir; IATA-Code: WAE, ICAO-Code: OEWD) liegt etwa 40 Kilometer östlich der Stadt Wadi ad-Dawasir in der Provinz Riad im südlichen Zentrum Saudi-Arabiens.
Der Flughafen liegt auf einer Höhe von 628 m und wurde im Jahr 1990 eröffnet. Von ihm werden nur inländische Flughäfen angesteuert, darunter der Flughafen Riad in der Hauptstadt und der Flughafen Dschidda.